# منطقة سافانا (ساحل العاج)
منطقة سافانا هي منطقة قديمة كانت تقع في ساحل العاج. صٌنفت كمنطقة تقسيم إداري من المستوى الأول في الفترة بين 1997 وحتى عام 2011. كانت عاصمة المنطقة كورهوغو وكانت مساحتها تبلغ 40210 كيلومتر مربع. منذ عام 2011، أُدرجت المنطقة ضمن المناطق التابعة لـمقاطعة سافانا.

## التقسيمات الإدارية
قُسمت منطقة سافانا إلى سبعة أقسام: بونديالي، فيركيسيدوغو، كورهوغو، كوتو، أوانغولودوغو، سينيماتيالي، وتنغريلا.

## إلغاؤها
أُلغيت منطقة سافانا كجزء من إعادة التنظيم الإداري لعام 2011 لتقسيمات ساحل العاج. حيث أصبحت منطقة سافانا مشمولة ضمن المناطق التابعة لـمقاطعة سافانا.